# Ičići
Ičići es una localidad de Croacia en la ciudad de Opatija, condado de Primorje-Gorski Kotar.

## Geografía
Se encuentra a una altitud de 9 m s. n. m. a 178 km de la capital nacional, Zagreb.

## Demografía
En el censo 2011 el total de población de la localidad fue de 866 habitantes.
| Gráfica de población de Ičići 1857-2011                             |
|                                                                     |
| Según los censos de población de la oficina estadística de Croacia. |